# Björn Hinders
Björn Knut Nils Hinders, född 20 februari 1928 i Eskilstuna i Södermanlands län, död 7 november 2000 i Högalids församling i Stockholm, var en svensk konstnär som signerade sina teckningar Hin.
Björn Hinders var son till tandläkaren Edvin Hinders och Margit Almgren. Han studerade vid Berghs reklamskola i Stockholm 1947–1948. Från 1952 tecknade han för ett större antal svenska tidningar och tidskrifter, särskilt inom arbetar- och fackförbundspress. Han gjorde politiska satirer och bildade skola i svensk konst tillsammans med bland andra Håven (Hans V Nilsson). Bland hans utgivna böcker märks Hinders hundar (1987). Han finns representerad vid Värmlands konstmuseum i Karlstad.
Åren 1949–1955 var han gift med Elsa Sellberg (född 1930; omgift Nozari), 1955–1965 med textilkonstnären Margareta Sandell (född 1933; omgift med Lasse Lindqvist) och 1982–1986 med Raili Louma (född 1949). Han har två barn i första äktenskapet: Ylva Hinders (född 1949) och konstnären Ulf Hinders (född 1950).
Björn Hinders är begravd på Skogskyrkogården i Stockholm.